# Safia obsolefacta
Safia obsolefacta là một loài bướm đêm trong họ Noctuidae.